# Arnsberg (Missouri)
Arnsberg war eine Ansiedlung im Cape Girardeau County im US-Bundesstaat Missouri zwischen den Städten Cape Girardeau und St. Louis.

## Geschichte und Entwicklung
Der Ort wurde im Wesentlichen von deutschstämmigen Auswanderern und ihren Nachkommen bewohnt. Das Gebiet um Arnsberg war zur Entstehungszeit des Ortes nicht mehr als eine große Lichtung. Etwa fünfzig Jahre vor der Ortsgründung waren die dort ansässigen Shawnee- und Lenni-Lenape-Indianer vertrieben worden. Einige kleinere Indianergruppen blieben auch nach dem Beginn der Einwanderung deutscher Auswanderer in der Gegend.
Gründer der Siedlung war August Tacke. Dieser stammte aus einem Dorf bei Hemer und wanderte 1857 in die USA aus. Dort betrieb er zunächst eine Getreidemühle. Im Jahr 1864 kaufte dieser ein Gelände von etwa 44 ha. Offenbar entstand in den folgenden Jahren dort eine erste Ansiedlung, da Urkunden 1856 vom Verkauf eines Grundstückes an eine Kirchengemeinde berichtete.
Während des amerikanischen Bürgerkrieges war Tacke Soldat bei der Armee der Nordstaaten und brachte es bis zum Captain. Nach seiner Rückkehr begann etwa ab 1880 die „Stadt“ Arnsberg zu entstehen. Im Jahr 1881 wurde die Arnsberger Feuer- und Blitzversicherung gegründet. Kunden waren vor allem Bauern der Umgebung. Ein Jahr später baute Tacke eine Getreide- und Sägemühle. Die Sägemühle verfügte über eine Dampfmaschine. Außerdem baute Tacke ein zweistöckiges Warenhaus mit Poststation. Seit 1884 gab es in Arnsberg eine zweistöckige Markthalle in der auch eine Tanzhalle untergebracht war. Des Weiteren gab es eine Schmiede, andere Läden und später auch einen Arzt. Im Jahr 1909 wurde Arnsberg an das Telefonnetz angeschlossen.
Die erste Kirche „St. John German Evangelical Lutherian Church of Arnsberg“ wurde wegen Baufälligkeit um 1890 geschlossen und stürzte später ein. Im Ort gab es auch eine Schule.
Der Niedergang des Ortes begann 1911 mit einer verheerenden Tuberkulose-Epidemie, der ein Großteil der Bevölkerung zum Opfer fiel. In den 1940er Jahren waren die meisten Häuser abgerissen, nur das Ladengeschäft und die Markthalle existierte noch.
Seit 2001 besteht aus Bewohnern der umliegenden Orte die „Arnsberg Cemetery Association“ zur Pflege des von 1856 bis 1958 genutzten Friedhofes.